# Верьовка Антон Гурійович
Анто́н Гу́рійович Верьо́вка (нар. 20 липня 1905, Локнисте, Менський район — пом. 18 травня 1991) — краєзнавець, фольклорист, музикант.

## Життєпис
Народився у селі Локнисте сучасного Менського району в багатодітній родині — крім нього, у батьків було ще 11 дітей, серед них — Григорій Верьовка.
1936 року у Локнистому організував хор, який успішно виступав по селах, працював в Боромиках. Здобув педагогічну освіту, з 1950-х років жив і працював у Моргуличах, учитель музики. Разом із художнім колективом «Світанок» сприяв відродженню та збереженню народного різдвяного дійства «Водіння кози».
1987 року художньому колективу «Світанок» присвоєно звання лауреата ІІ Всесоюзного фестивалю народної творчості.
28 серпня 2016 року у Боромиках на фасаді будинку культури відкрито меморіальну дошку на честь Антона Верьовки.